# Kornak

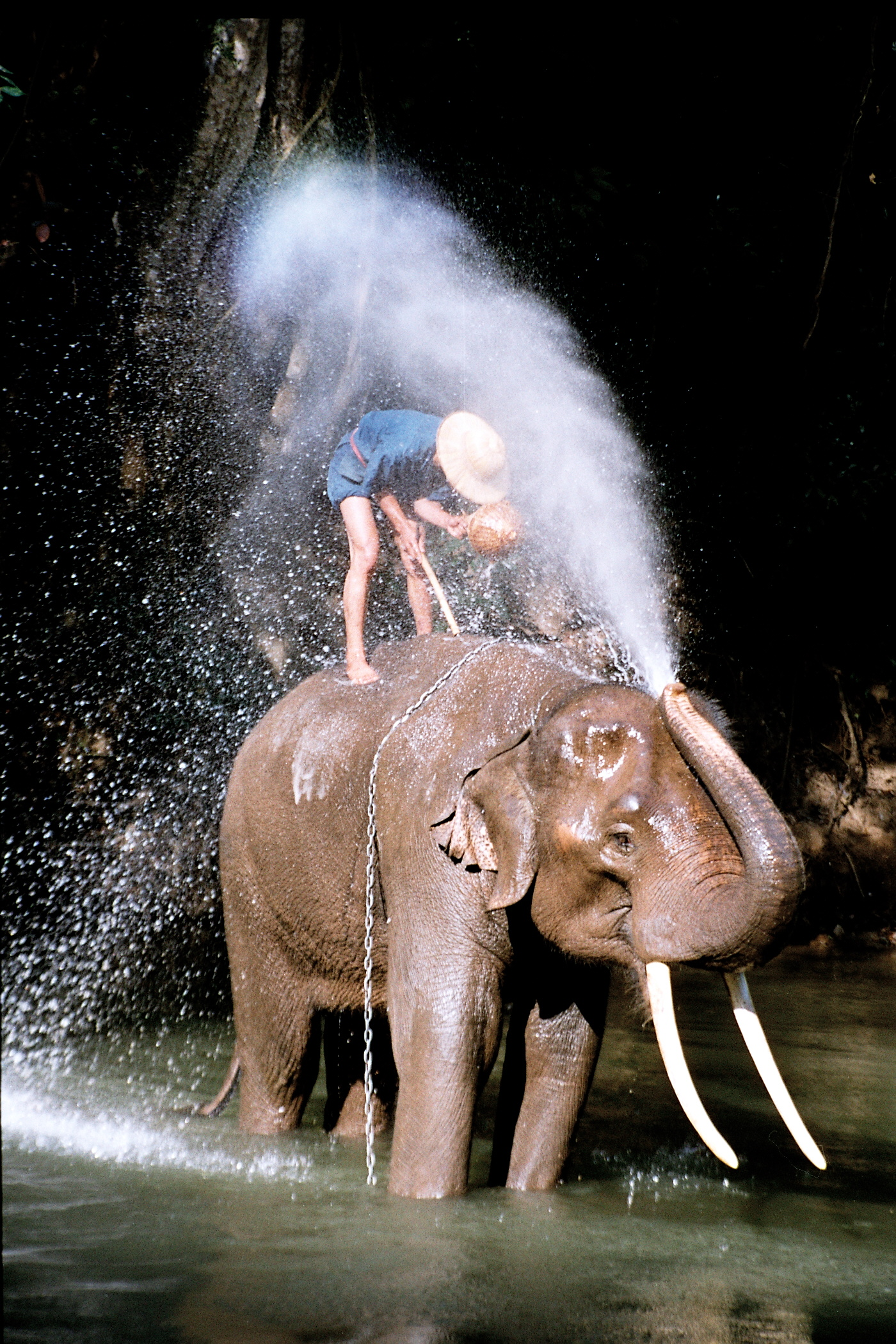
Słoń roboczy i jego kornak w kąpieli

Kornak (sanskr. karinājaka) – opiekun słonia, człowiek pracujący ze słoniami. Kierujący podczas jazdy na słoniu.